# Cinquè Regiment
El Cinquè Regiment de Milícies Populars va ser un cos militar de voluntaris de la II República Espanyola durant els primers mesos de la Guerra Civil espanyola. Va ser un cos d'elit de l'exèrcit republicà encara conformat només per milícies, que es va forjar per iniciativa del Partit Comunista d'Espanya.

## Història
El 23 de juliol de 1936 els milicians del novell Cinquè Regiment, després de la presa del Cuartel de la Montaña, van ocupar el col·legi-convent dels salesians a Francos Rodríguez, donant instrucció militar a obrers, camperols i altres. Va intervenir en els combats de la Sierra. Va participar també en la batalla de Madrid i en l'evacuació del Museu del Prado a València. Se li van dedicar algunes cançons populars (folklòriques). Només va actuar fins a la creació de l'Exèrcit Popular Republicà, moment en què va deixar de funcionar definitivament el 22 de gener de 1937. Vittorio Vidali, un dels seus comandants, va proclamar aquest dia: "El Cinquè Regiment ha mort! Visca l'Exèrcit Popular!" 
La 11a Divisió d'Enrique Líster va sortir d'aquí, amb la seva companyia de metralladores que "cantava" La Internacional amb les seves ràfegues. Una de les seves actuacions més famoses i importants fou al Maestrat el 1938, on se li va assignar la missió de resistir per tots els mitjans el setge de l'exèrcit rebel, car la República s'havia resignat a guanyar la guerra pels seus propis mitjans. L'estratègia era: resistir fins que esclatés a Europa la guerra entre el feixisme i el comunisme, per a així forçar d'altres països a entrar en el conflicte. No va tenir èxit, car no va aconseguir aguantar tant temps, encara que va causar grans baixes a l'exèrcit nacional (gràcies sobretot als nius de metralladora). Grups anarquistes, i altres faccions polítiques es queixaven contínuament que la República assignava més armament militar als comunistes que a ells.

## Estructura
A pesar del seu origen comunista l'allistament en el Cinquè Regiment era molt freqüent entre defensors de la República de totes les ideologies a causa del seu bon funcionament. Els soldats podien escollir als seus sergents i oficials de menor rang, però després no podien discutir les ordres com ocorria freqüentment en altres unitats republicanes i havien d'acatar les ordres. La seva bona organització, la bona instrucció i el fet que molts dels seus membres sabessin almenys una mica del maneig del fusell va fer que aviat es convertís en un cos d'elit. El seu portaveu periodístic va ser Milicia Popular. Els seus fundadors foren entre d'altres: Enrique Castro Delgado, Vittorio Vidali i Valentín González.